# ココロノヒダリテ
『ココロノヒダリテ』は、松室政哉のインディーズミニアルバム。

## 解説
- インディーズミニアルバム『僕の部屋に音楽がやってきた。』から約3ヶ月ぶりのリリース。
- 規格品番は、MATS-005。
- ジャケットのアートワークは、澤井俊洋が担当。
- 現在は廃盤となっている。

## 収録曲
CD
1. 僕の部屋に音楽がやってきた
  - インディーズミニアルバム収録「僕の部屋に音楽がやってきた。」が原曲となっており、リリースにあたって歌詞の追加を行なった。
2. フィクションとポップ
3. 映画みたいに
4. 東京
5. その先
6. ココロノヒダリテ
7. 空に泣く鳥<Live>
  - ボーナストラック　2010/9/20@南堀江Knave松室政哉2ndワンマンライブ「ぱーそなる in Acoustic」より
8. 本当のこと<Live>
  - ボーナストラック　2010/9/20@南堀江Knave松室政哉2ndワンマンライブ「ぱーそなる in Acoustic」より

## 演奏
- 松室政哉
  - Vocal, Chorus
  - Drums programing
  - Bass
  - Acoustic Guitar
  - Electric Guitar
  - Keyboard
  - Other Instruments
- 濱野喬亮
  - Drums (#7.8)
- 堀口敦貴
  - Bass (#4.7.8)
- 岩石洋太朗
  - Acoustic Guitar, Electric Guitar (#2.3.4.5.7.8)
- 松浦はすみ (メロディーキッチン)
  - Keyboard (#4.5.7.8)